# ロザリンダ・チェレンターノ
ロザリンダ・チェレンターノ（Rosalinda Celentano、1968年7月15日 - ）は、イタリアの女優。

## 出演作品
- 1200℃　～ファイヤー・ストーム～
- 悪霊喰
- パッション（サタン）